# 时间之旅
《时间之旅》（英語：Voyage of Time）是一部2016年的美國纪录片，由泰倫斯·馬利克執導兼編劇。为第73届威尼斯影展主竞赛片。

## 演員
- 布萊德·彼特 飾 旁白（IMAX版）[1]
- 凱特·布蘭琪 飾 旁白（35毫米長篇版）[1]

## 外部連結
- 互联网电影数据库（IMDb）上《时间之旅》的资料（英文）
- 爛番茄上《時間之旅》的資料（英文）
- Metacritic上《時間之旅》的資料（英文）
- 互联网电影数据库（IMDb）上《Voyage of Time: The IMAX Experience》的资料（英文）
- 爛番茄上《Voyage of Time: The IMAX Experience》的資料（英文）
- Metacritic上《Voyage of Time: The IMAX Experience》的資料（英文）